# Superliga Brasileira de Voleibol Masculino de 2017 - Série B
A Superliga Brasileira de Voleibol Masculino de 2017 - Série B foi a sexta edição desta competição organizada pela Confederação Brasileira de Voleibol através da Unidade de Competições Nacionais. Trata-se da segunda divisão do Campeonato Brasileiro de Voleibol Masculino, a principal competição entre clubes de voleibol masculino do Brasil. Participaram do torneio nove equipes provenientes de seis estados brasileiros e do Distrito Federal. Esta foi edição vencida pelo time do SESC-RJ que alcançou a promoção à Superliga Brasileira A 2017-18.

## Equipes participantes
Quatro equipes classificadas através da primeira edição da Taça Prata, equivalente à terceira divisão do Campeonato Brasileiro de Voleibol Masculino juntam-se as cinco equipes remanescentes da Superliga B de 2016.
| Equipe                  | Cidade         | Temporada 2016                           | Brasília Goiânia Uberlândia Campo Grande Rio de Janeiro Araucária BlumenauSuperliga Brasileira de Voleibol Masculino de 2017 - Série B (Brasil) |
| ----------------------- | -------------- | ---------------------------------------- | --- |
| APAN/Barão/Blumenau     | Blumenau       | 6º (Superliga B)                         | Brasília Goiânia Uberlândia Campo Grande Rio de Janeiro Araucária BlumenauSuperliga Brasileira de Voleibol Masculino de 2017 - Série B (Brasil) |
| ASPMA/Araucária/Berneck | Araucária      | 9º (Superliga B)                         | Brasília Goiânia Uberlândia Campo Grande Rio de Janeiro Araucária BlumenauSuperliga Brasileira de Voleibol Masculino de 2017 - Série B (Brasil) |
| ALFA/Montecristo/Teuto  | Goiânia        | 12º (Superliga B) · 2º (Taça Prata)      | Brasília Goiânia Uberlândia Campo Grande Rio de Janeiro Araucária BlumenauSuperliga Brasileira de Voleibol Masculino de 2017 - Série B (Brasil) |
| Botafogo                | Rio de Janeiro | 4º (Superliga B)                         | Brasília Goiânia Uberlândia Campo Grande Rio de Janeiro Araucária BlumenauSuperliga Brasileira de Voleibol Masculino de 2017 - Série B (Brasil) |
| Jaó/Universo            | Goiânia        | 4º (Taça Prata)                          | Brasília Goiânia Uberlândia Campo Grande Rio de Janeiro Araucária BlumenauSuperliga Brasileira de Voleibol Masculino de 2017 - Série B (Brasil) |
| Rádio Clube/AVP         | Campo Grande   | 3º (Taça Prata)                          | Brasília Goiânia Uberlândia Campo Grande Rio de Janeiro Araucária BlumenauSuperliga Brasileira de Voleibol Masculino de 2017 - Série B (Brasil) |
| Sesc Rio                | Rio de Janeiro | 1º (Taça Prata)                          | Brasília Goiânia Uberlândia Campo Grande Rio de Janeiro Araucária BlumenauSuperliga Brasileira de Voleibol Masculino de 2017 - Série B (Brasil) |
| Uberlândia/Gabarito     | Uberlândia     | 8º (Superliga B)                         | Brasília Goiânia Uberlândia Campo Grande Rio de Janeiro Araucária BlumenauSuperliga Brasileira de Voleibol Masculino de 2017 - Série B (Brasil) |
| UPIS/Brasília           | Brasília       | 5º (Superliga B) · 3º (Torneio Seletivo) | Brasília Goiânia Uberlândia Campo Grande Rio de Janeiro Araucária BlumenauSuperliga Brasileira de Voleibol Masculino de 2017 - Série B (Brasil) |

## Fase classificatória
As nove equipes participantes enfrentaram-se todas contra todas, em turno único. As oito melhores classificadas classificaram-se para as Quartas de Finais.

### Classificação
- Vitória por 3 sets a 0 ou 3 a 1: 3 pontos para o vencedor;
- Vitória por 3 sets a 2: 2 pontos para o vencedor e 1 ponto para o perdedor.
- Não comparecimento, a equipe perde 2 pontos.
- Em caso de igualdade por pontos, os seguintes critérios servem como desempate: número de vitórias, razão de sets e razão de ralis.

Os oito primeiros classificam-se para as quartas de finais
|     |                         |     | Jogos | Jogos | Jogos | Resultados | Resultados | Resultados | Resultados | Resultados | Resultados | Sets | Sets | Sets  | Pontos | Pontos | Pontos |
| Pos | Equipe                  | Pts | T     | V     | D     | 3–0        | 3–1        | 3–2        | 2–3        | 1–3        | 0–3        | V    | P    | R     | V      | P      | R      |
| --- | ----------------------- | --- | ----- | ----- | ----- | ---------- | ---------- | ---------- | ---------- | ---------- | ---------- | ---- | ---- | ----- | ------ | ------ | ------ |
| 1   | Sesc Rio                | 21  | 8     | 7     | 1     | 6          | 1          | 0          | 0          | 1          | 0          | 22   | 4    | 5.500 | 641    | 505    | 1.269  |
| 2   | Jaó/Universo            | 20  | 8     | 7     | 1     | 1          | 4          | 2          | 1          | 0          | 0          | 23   | 11   | 2.091 | 768    | 716    | 1.073  |
| 3   | ASPMA/Araucária/Berneck | 16  | 8     | 5     | 3     | 3          | 2          | 0          | 1          | 0          | 2          | 17   | 11   | 1.545 | 630    | 593    | 1.062  |
| 4   | Botafogo                | 13  | 8     | 4     | 4     | 4          | 0          | 0          | 1          | 2          | 1          | 16   | 12   | 1.333 | 643    | 614    | 1.047  |
| 5   | UPIS/Brasília           | 11  | 8     | 4     | 4     | 1          | 1          | 2          | 1          | 1          | 2          | 15   | 17   | 0.882 | 702    | 715    | 0.982  |
| 6   | APAN/Barão/Blumenau     | 9   | 8     | 3     | 5     | 2          | 1          | 0          | 0          | 4          | 1          | 13   | 16   | 0.813 | 663    | 668    | 0.993  |
| 7   | ALFA/Montecristo/Teuto  | 8   | 8     | 3     | 5     | 1          | 1          | 1          | 0          | 3          | 2          | 12   | 18   | 0.667 | 667    | 715    | 0.933  |
| 8   | Uberlândia/Gabarito     | 6   | 8     | 2     | 6     | 0          | 1          | 1          | 1          | 0          | 5          | 8    | 21   | 0.381 | 522    | 674    | 0.774  |
| 9   | Rádio Clube/AVP         | 4   | 8     | 1     | 7     | 1          | 0          | 0          | 1          | 0          | 6          | 5    | 21   | 0.238 | 541    | 628    | 0.861  |

## Jogos

### Primeira rodada
| 7 de janeiro de 2017 11:00 | Jaó/Universo | 3 — 1                   | APAN/Barão/Blumenau | Ginásio do Jaó/Universo, Goiânia |
| 7 de janeiro de 2017 11:00 | 21 25        | Set 1 Set 2 Set 3 Set 4 | 25 22 18 21         | Ginásio do Jaó/Universo, Goiânia |

| 7 de janeiro de 2017 18:00 | Botafogo | 3 — 0             | ASPMA/Araucária/Berneck | Ginásio Oscar Zelaya, Rio de Janeiro |
| 7 de janeiro de 2017 18:00 | 26 25    | Set 1 Set 2 Set 3 | 24 22 14                | Ginásio Oscar Zelaya, Rio de Janeiro |

| 7 de janeiro de 2017 18:00 | SESC-RJ | 3 — 0             | Uberlândia/Gabarito | Ginásio da Sociedade Hebraica, Rio de Janeiro |
| 7 de janeiro de 2017 18:00 | 25      | Set 1 Set 2 Set 3 | 12 17 19            | Ginásio da Sociedade Hebraica, Rio de Janeiro |

| 7 de janeiro de 2017 18:00 | ALFA/Montecristo/Teuto | 3 — 2                         | UPIS/Brasília  | Arena Monte Cristo, Goiânia |
| 7 de janeiro de 2017 18:00 | 16 25 15 25 20         | Set 1 Set 2 Set 3 Set 4 Set 5 | 25 23 25 22 20 | Arena Monte Cristo, Goiânia |

### Segunda Rodada
| 14 de janeiro de 2017 18:00 | Uberlândia/Gabarito | 3 — 2                         | Jaó/Universo | Arena Juscelino Kubitschek, Belo Horizonte |
| 14 de janeiro de 2017 18:00 | 15 25 21 15         | Set 1 Set 2 Set 3 Set 4 Set 5 | 25 17 25 11  | Arena Juscelino Kubitschek, Belo Horizonte |

| 14 de janeiro de 2017 19:00 | UPIS/Brasília | 3 — 0             | Botafogo | Ginásio da AABB, Brasília |
| 14 de janeiro de 2017 19:00 | 25 32 25      | Set 1 Set 2 Set 3 | 20 30 16 | Ginásio da AABB, Brasília |

| 14 de janeiro de 2017 19:00 | ASPMA/Araucária/Berneck | 0 — 3             | SESC-RJ | Parque Cachoeira, Araucária |
| 14 de janeiro de 2017 19:00 | 15 17                   | Set 1 Set 2 Set 3 | 25      | Parque Cachoeira, Araucária |

| 14 de janeiro de 2017 18:00 | APAN/Barão/Blumenau | 3 — 0             | Rádio Clube/AVP | Ginásio Barão do Rio Branco, Blumenau |
| 14 de janeiro de 2017 18:00 | 25 33               | Set 1 Set 2 Set 3 | 19 18 31        | Ginásio Barão do Rio Branco, Blumenau |

### Terceira Rodada
| 21 de janeiro de 2017 18:00 | SESC-RJ | 3 — 0             | UPIS/Brasília | Ginásio da Sociedade Hebraica, Rio de Janeiro |
| 21 de janeiro de 2017 18:00 | 25      | Set 1 Set 2 Set 3 | 13 20 22      | Ginásio da Sociedade Hebraica, Rio de Janeiro |

| 21 de janeiro de 2017 18:00 | ALFA/Montecristo/Teuto | 1 — 3                   | Uberlândia/Gabarito | Arena Monte Cristo, Goiânia |
| 21 de janeiro de 2017 18:00 | 22 25 22               | Set 1 Set 2 Set 3 Set 4 | 25 19 25            | Arena Monte Cristo, Goiânia |

| 21 de janeiro de 2017 18:00 | Botafogo    | 1 — 3                   | APAN/Barão/Blumenau | Ginásio Oscar Zelaya, Rio de Janeiro |
| 21 de janeiro de 2017 18:00 | 20 25 20 26 | Set 1 Set 2 Set 3 Set 4 | 25 15 25 28         | Ginásio Oscar Zelaya, Rio de Janeiro |

| 21 de janeiro de 2017 19:00 | ASPMA/Araucária/Berneck | 3 — 0             | Rádio Clube/AVP | Parque Cachoeira, Araucária |
| 21 de janeiro de 2017 19:00 | 25                      | Set 1 Set 2 Set 3 | 16 22 18        | Parque Cachoeira, Araucária |

### Quarta Rodada
| 28 de janeiro de 2017 11:00 | Jaó/Universo | 3 — 1                   | ALFA/Montecristo/Teuto | Ginásio Colégio Santo Agostinho, Goiânia |
| 28 de janeiro de 2017 11:00 | 25 24 25     | Set 1 Set 2 Set 3 Set 4 | 17 26 23 20            | Ginásio Colégio Santo Agostinho, Goiânia |

| 28 de janeiro de 2017 18:00 | UPIS/Brasília | 0 — 3             | ASPMA/Araucária/Berneck | Ginásio da AABB, Brasília |
| 28 de janeiro de 2017 18:00 | 20 18 21      | Set 1 Set 2 Set 3 | 25                      | Ginásio da AABB, Brasília |

| 28 de janeiro de 2017 18:00 | Rádio Clube/AVP | 0 — 3             | Botafogo | Ginásio do Colégio MACE, Campo Grande |
| 28 de janeiro de 2017 18:00 | 17 14 16        | Set 1 Set 2 Set 3 | 25       | Ginásio do Colégio MACE, Campo Grande |

| 28 de janeiro de 2017 19:00 | APAN/Barão/Blumenau | 0 — 3             | SESC-RJ | Ginásio Barão do Rio Branco, Blumenau |
| 28 de janeiro de 2017 19:00 | 23 19 21            | Set 1 Set 2 Set 3 | 25      | Ginásio Barão do Rio Branco, Blumenau |

### Quinta Rodada
| 4 de fevereiro de 2017 18:00 | ALFA/Montecristo/Teuto | 3 — 0             | Rádio Clube/AVP | Arena Monte Cristo, Goiânia |
| 4 de fevereiro de 2017 18:00 | 25 26 27               | Set 1 Set 2 Set 3 | 20 24 25        | Arena Monte Cristo, Goiânia |

| 4 de fevereiro de 2017 19:00 | ASPMA/Araucária/Berneck | 3 — 1                   | APAN/Barão/Blumenau | Parque Cachoeira, Araucária |
| 4 de fevereiro de 2017 19:00 | 25 17 25                | Set 1 Set 2 Set 3 Set 4 | 21 25 19            | Parque Cachoeira, Araucária |

| 4 de fevereiro de 2017 19:30 | Botafogo       | 2 — 3                         | Jaó/Universo   | Ginásio Oscar Zelaya, Rio de Janeiro |
| 4 de fevereiro de 2017 19:30 | 18 25 23 29 09 | Set 1 Set 2 Set 3 Set 4 Set 5 | 25 21 25 27 15 | Ginásio Oscar Zelaya, Rio de Janeiro |

| 5 de fevereiro de 2017 11:00 | Uberlândia/Gabarito | 2 — 3                         | UPIS/Brasília  | Arena Juscelino Kubitschek, Belo Horizonte |
| 5 de fevereiro de 2017 11:00 | 26 25 24 25 09      | Set 1 Set 2 Set 3 Set 4 Set 5 | 24 21 26 27 15 | Arena Juscelino Kubitschek, Belo Horizonte |

### Sexta Rodada
| 11 de fevereiro de 2017 18:00 | SESC-RJ  | 3 — 1                   | Botafogo    | Ginásio da Sociedade Hebraica, Rio de Janeiro |
| 11 de fevereiro de 2017 18:00 | 25 22 25 | Set 1 Set 2 Set 3 Set 4 | 19 25 20 13 | Ginásio da Sociedade Hebraica, Rio de Janeiro |

| 11 de fevereiro de 2017 19:00 | Rádio Clube/AVP | 0 — 3             | Jaó/Universo | Ginásio do Colégio MACE, Campo Grande |
| 11 de fevereiro de 2017 19:00 | 23 19           | Set 1 Set 2 Set 3 | 25           | Ginásio do Colégio MACE, Campo Grande |

| 11 de fevereiro de 2017 19:00 | APAN/Barão/Blumenau | 1 — 3                   | ALFA/Montecristo/Teuto | Ginásio Barão do Rio Branco, Blumenau |
| 11 de fevereiro de 2017 19:00 | 25 21 23 21         | Set 1 Set 2 Set 3 Set 4 | 19 25                  | Ginásio Barão do Rio Branco, Blumenau |

| 12 de fevereiro de 2017 11:00 | Uberlândia/Gabarito | 0 — 3             | ASPMA/Araucária/Berneck | Arena Juscelino Kubitschek, Belo Horizonte |
| 12 de fevereiro de 2017 11:00 | 17 15 16            | Set 1 Set 2 Set 3 | 25                      | Arena Juscelino Kubitschek, Belo Horizonte |

### Sétima Rodada
| 16 de fevereiro de 2017 20:00 | UPIS/Brasília | 3 — 1                   | APAN/Barão/Blumenau | Ginásio da AABB, Brasília |
| 16 de fevereiro de 2017 20:00 | 25 21 25      | Set 1 Set 2 Set 3 Set 4 | 25 22 18            | Ginásio da AABB, Brasília |

| 18 de fevereiro de 2017 11:00 | Jaó/Universo | 3 — 1                   | SESC-RJ     | Ginásio Colégio Santo Agostinho, Goiânia |
| 18 de fevereiro de 2017 11:00 | 28 25 11 25  | Set 1 Set 2 Set 3 Set 4 | 26 19 25 23 | Ginásio Colégio Santo Agostinho, Goiânia |

| 18 de fevereiro de 2017 19:00 | Rádio Clube/AVP | 3 — 0             | Uberlândia/Gabarito | Ginásio do Colégio MACE, Campo Grande |
| 18 de fevereiro de 2017 19:00 | 25              | Set 1 Set 2 Set 3 | 21 17               | Ginásio do Colégio MACE, Campo Grande |

| 18 de fevereiro de 2017 20:00 | ASPMA/Araucária/Berneck | 3 — 1                   | ALFA/Montecristo/Teuto | Parque Cachoeira, Araucária |
| 18 de fevereiro de 2017 20:00 | 25 21 25                | Set 1 Set 2 Set 3 Set 4 | 20 23 25 19            | Parque Cachoeira, Araucária |

### Oitava Rodada
| 4 de março de 2017 17:00 | UPIS/Brasília | 1 — 3                   | Jaó/Universo | Ginásio da AABB, Brasília |
| 4 de março de 2017 17:00 | 20 25 15 17   | Set 1 Set 2 Set 3 Set 4 | 25 20 25     | Ginásio da AABB, Brasília |

| 4 de março de 2017 11:00 | SESC-RJ  | 3 — 0             | Rádio Clube/AVP | Ginásio da Sociedade Hebraica, Rio de Janeiro |
| 4 de março de 2017 11:00 | 25 26 25 | Set 1 Set 2 Set 3 | 13 24 21        | Ginásio da Sociedade Hebraica, Rio de Janeiro |

| 4 de março de 2017 19:00 | APAN/Barão/Blumenau | 3 — 0             | Uberlândia/Gabarito | Ginásio Barão do Rio Branco, Blumenau |
| 4 de março de 2017 19:00 | 25                  | Set 1 Set 2 Set 3 | 21 16 19            | Ginásio Barão do Rio Branco, Blumenau |

| 4 de março de 2017 19:30 | Botafogo | 3 — 0             | ALFA/Montecristo/Teuto | Ginásio Oscar Zelaya, Rio de Janeiro |
| 4 de março de 2017 19:30 | 25 29    | Set 1 Set 2 Set 3 | 17 23 27               | Ginásio Oscar Zelaya, Rio de Janeiro |

### Nona Rodada
| 11 de março de 2017 11:00 | Jaó/Universo   | 3 — 2                         | ASPMA/Araucária/Berneck | Ginásio Colégio Santo Agostinho, Goiânia |
| 11 de março de 2017 11:00 | 20 17 29 25 15 | Set 1 Set 2 Set 3 Set 4 Set 5 | 25 27 20 11             | Ginásio Colégio Santo Agostinho, Goiânia |

| 11 de março de 2017 11:00 Facebook | Uberlândia/Gabarito | 0 — 3             | Botafogo | Arena Juscelino Kubitschek, Belo Horizonte |
| 11 de março de 2017 11:00 Facebook | 19 23 21            | Set 1 Set 2 Set 3 | 25       | Arena Juscelino Kubitschek, Belo Horizonte |

| 11 de março de 2017 18:00 | ALFA/Montecristo/Teuto | 0 — 3             | SESC-RJ | Arena Monte Cristo, Goiânia |
| 11 de março de 2017 18:00 | 19 23 21               | Set 1 Set 2 Set 3 | 25      | Arena Monte Cristo, Goiânia |

| 11 de março de 2017 19:00 | Rádio Clube/AVP | 2 — 3                         | UPIS/Brasília | Ginásio do Colégio MACE, Campo Grande |
| 11 de março de 2017 19:00 | 25 23 22 12     | Set 1 Set 2 Set 3 Set 4 Set 5 | 19 23 25 15   | Ginásio do Colégio MACE, Campo Grande |

## Playoffs
As oito melhores equipes avançam para os Playoffs. O sistema é uma disputa em melhor de três jogos, sendo o  primeiro jogo na casa do pior colocado e o segundo e terceiro jogo (se necessário) na casa do melhor colocado da Fase Classificatória.

A fase de quartas de final obedece o ordenamento abaixo:
Jogo 1 (1º colocado x 8º Colocado)

Jogo 2 (2º colocado x 7º Colocado)

Jogo 3 (3º colocado x 6º Colocado)

Jogo 4 (4º colocado x 5º Colocado)

Os vencedores destes confrontos se enfrentam na fase semifinal conforme ordenamento abaixo:

Vencedor Jogo 1  x Vencedor Jogo 4

Vencedor Jogo 2  x Vencedor Jogo 3

A Final será disputada entre as duas equipes vencedoras da fase semifinal em um único jogo, na casa da equipe melhor classificada na Fase Classificatória. O Campeão garante vaga na Superliga 2017-18 - Série A.
|  | Quartas-de-final         | Quartas-de-final         | Quartas-de-final         | Quartas-de-final         | Quartas-de-final         |   |   | Semifinais             | Semifinais             | Semifinais             | Semifinais             | Semifinais             |  |  | Final               | Final               | Final               | Final               | Final               | Final               | Final               |
|  | 21 a 27 de março de 2017 | 21 a 27 de março de 2017 | 21 a 27 de março de 2017 | 21 a 27 de março de 2017 | 21 a 27 de março de 2017 |   |   | 1 a 9 de abril de 2017 | 1 a 9 de abril de 2017 | 1 a 9 de abril de 2017 | 1 a 9 de abril de 2017 | 1 a 9 de abril de 2017 |  |  | 15 de abril de 2017 | 15 de abril de 2017 | 15 de abril de 2017 | 15 de abril de 2017 | 15 de abril de 2017 | 15 de abril de 2017 | 15 de abril de 2017 |
|  |                          |                          |                          |                          |                          |   |   |                        |                        |                        |                        |                        |  |  |                     |                     |                     |                     |                     |                     |                     |
|  | 1º                       | SESC-RJ                  | 3                        | 3                        | –                        |   |   |                        |                        |                        |                        |                        |  |  |                     |                     |                     |                     |                     |                     |                     |
|  | 8º                       | Uberlândia/Gabarito      | 0                        | 0                        | –                        |   |   |                        |                        |                        |                        |                        |  |  |                     |                     |                     |                     |                     |                     |                     |
|  | 8º                       | Uberlândia/Gabarito      | 0                        | 0                        | –                        |   |   | SESC-RJ                | 3                      | 3                      | –                      |                        |  |  |                     |                     |                     |                     |                     |                     |                     |
|  |                          |                          |                          |                          |                          |   |   | SESC-RJ                | 3                      | 3                      | –                      |                        |  |  |                     |                     |                     |                     |                     |                     |                     |
|  |                          |                          | Botafogo                 | 0                        | 1                        | – |   |                        |                        |                        |                        |                        |  |  |                     |                     |                     |                     |                     |                     |                     |
|  | 4º                       | Botafogo                 | Botafogo                 | 0                        | 1                        | – | 2 | 3                      | 3                      |                        |                        |                        |  |  |                     |                     |                     |                     |                     |                     |                     |
|  | 4º                       | Botafogo                 |                          |                          |                          |   | 2 | 3                      | 3                      |                        |                        |                        |  |  |                     |                     |                     |                     |                     |                     |                     |
|  | 5º                       | UPIS/Brasília            | 3                        | 0                        | 0                        |   |   |                        |                        |                        |                        |                        |  |  |                     |                     |                     |                     |                     |                     |                     |
|  |                          |                          |                          |                          |                          |   |   |                        |                        |                        |                        |                        |  |  |                     | SESC-RJ             | 3                   |                     |                     |                     |                     |
|  |                          |                          |                          | Jaó/Universo             | 0                        |   |   |                        |                        |                        |                        |                        |  |  |                     |                     |                     |                     |                     |                     |                     |
|  | 2º                       | Jaó/Universo             | 3                        | 3                        | –                        |   |   |                        |                        |                        |                        |                        |  |  |                     |                     |                     |                     |                     |                     |                     |
|  | 7º                       | ALFA/Montecristo/Teuto   | 1                        | 0                        | –                        |   |   |                        |                        |                        |                        |                        |  |  |                     |                     |                     |                     |                     |                     |                     |
|  | 7º                       | ALFA/Montecristo/Teuto   | 1                        | 0                        | –                        |   |   | Jaó/Universo           | 3                      | 3                      | –                      |                        |  |  |                     |                     |                     |                     |                     |                     |                     |
|  |                          |                          |                          |                          |                          |   |   | Jaó/Universo           | 3                      | 3                      | –                      |                        |  |  |                     |                     |                     |                     |                     |                     |                     |
|  |                          |                          | APAN/Barão/Blumenau      | 2                        | 0                        | – |   |                        |                        |                        |                        |                        |  |  |                     |                     |                     |                     |                     |                     |                     |
|  | 3º                       | ASPMA/Araucária/Berneck  | APAN/Barão/Blumenau      | 2                        | 0                        | – | 1 | 2                      | –                      |                        |                        |                        |  |  |                     |                     |                     |                     |                     |                     |                     |
|  | 3º                       | ASPMA/Araucária/Berneck  |                          |                          |                          |   | 1 | 2                      | –                      |                        |                        |                        |  |  |                     |                     |                     |                     |                     |                     |                     |
|  | 6º                       | APAN/Barão/Blumenau      | 3                        | 3                        | –                        |   |   |                        |                        |                        |                        |                        |  |  |                     |                     |                     |                     |                     |                     |                     |

### Quartas de Final
QF1
| 21 de março de 2017 21:00 | Uberlândia/Gabarito | 0 — 3             | SESC-RJ  | Arena Juscelino Kubitschek, Belo Horizonte |
| 21 de março de 2017 21:00 | 29 24 12            | Set 1 Set 2 Set 3 | 31 26 25 | Arena Juscelino Kubitschek, Belo Horizonte |

| 25 de março de 2017 19:00 | SESC-RJ | 3 — 0             | Uberlândia/Gabarito | Ginásio da Sociedade Hebraica, Rio de Janeiro |
| 25 de março de 2017 19:00 | 25      | Set 1 Set 2 Set 3 | 16 17 10            | Ginásio da Sociedade Hebraica, Rio de Janeiro |

QF2
| 21 de março de 2017 20:00 | Alfa/Montecristo/Teuto | 1 — 3                   | Jaó/Universo | Arena Monte Cristo, Goiânia |
| 21 de março de 2017 20:00 | 19 25 18 21            | Set 1 Set 2 Set 3 Set 4 | 25 23 25     | Arena Monte Cristo, Goiânia |

| 24 de março de 2017 20:30 | Jaó/Universo | 3 — 0             | Alfa/Montecristo/Teuto | Ginásio Coronel Santo Agostinho, Goiânia |
| 24 de março de 2017 20:30 | 25           | Set 1 Set 2 Set 3 | 20 19 23               | Ginásio Coronel Santo Agostinho, Goiânia |

QF3
| 21 de março de 2017 20:00 | APAN/Barão/Blumenau | 3 — 1                   | ASPMA/Araucária/Berneck | Ginásio Barão do Rio Branco, Blumenau |
| 21 de março de 2017 20:00 | 25 19 25            | Set 1 Set 2 Set 3 Set 4 | 20 25 23 19             | Ginásio Barão do Rio Branco, Blumenau |

| 25 de março de 2017 19:00 | ASPMA/Araucária/Berneck | 2 — 3                         | APAN/Barão/Blumenau | Parque Cachoeira, Araucária |
| 25 de março de 2017 19:00 | 25 23 20 15             | Set 1 Set 2 Set 3 Set 4 Set 5 | 20 19 25 17         | Parque Cachoeira, Araucária |

QF4
| 19 de março de 2017 16:00 | UPIS/Brasília | 3 — 2                         | Botafogo       | Ginásio da AABB, Brasília |
| 19 de março de 2017 16:00 | 25 29 25 15   | Set 1 Set 2 Set 3 Set 4 Set 5 | 17 19 31 27 08 | Ginásio da AABB, Brasília |

| 25 de março de 2017 19:30 | Botafogo | 3 — 0             | UPIS/Brasília | Ginásio Oscar Zelaya, Rio de Janeiro |
| 25 de março de 2017 19:30 | 25       | Set 1 Set 2 Set 3 | 22 15 17      | Ginásio Oscar Zelaya, Rio de Janeiro |

| 27 de março de 2017 19:30 | Botafogo | 3 — 0             | UPIS/Brasília | Ginásio Oscar Zelaya, Rio de Janeiro |
| 27 de março de 2017 19:30 | 25       | Set 1 Set 2 Set 3 | 21 22 15      | Ginásio Oscar Zelaya, Rio de Janeiro |

### Semifinais
SF1
| 1 de abril de 2017 20:00 Facebook | Botafogo | 0 — 3             | SESC-RJ | Ginásio Oscar Zelaya, Rio de Janeiro |
| 1 de abril de 2017 20:00 Facebook | 21 22 16 | Set 1 Set 2 Set 3 | 25      | Ginásio Oscar Zelaya, Rio de Janeiro |

| 7 de abril de 2017 20:00 RedeTV! | SESC-RJ  | 3 — 1                   | Botafogo    | Ginásio da Sociedade Hebraica, Rio de Janeiro |
| 7 de abril de 2017 20:00 RedeTV! | 25 23 25 | Set 1 Set 2 Set 3 Set 4 | 19 25 20 22 | Ginásio da Sociedade Hebraica, Rio de Janeiro |

SF2
| 1 de abril de 2017 19:00 Facebook | APAN/Barão/Blumenau | 2 — 3                         | Jaó/Universo | Ginásio Barão do Rio Branco, Blumenau |
| 1 de abril de 2017 19:00 Facebook | 25 28 20 21 12      | Set 1 Set 2 Set 3 Set 4 Set 5 | 18 26 25 15  | Ginásio Barão do Rio Branco, Blumenau |

| 7 de abril de 2017 20:30 Facebook | Jaó/Universo | 3 — 0             | APAN/Barão/Blumenau | Ginásio Coronel Santo Agostinho, Goiânia |
| 7 de abril de 2017 20:30 Facebook | 25           | Set 1 Set 2 Set 3 | 22 18 23            | Ginásio Coronel Santo Agostinho, Goiânia |

### Final
| 15 de abril de 2017 14:10 SporTV e Rede TV Relatório | SESC-RJ | 3 — 0             | Jaó/Universo | Ginásio da Sociedade Hebraica, Rio de Janeiro |
| 15 de abril de 2017 14:10 SporTV e Rede TV Relatório | 25      | Set 1 Set 2 Set 3 | 15 20 23     | Ginásio da Sociedade Hebraica, Rio de Janeiro |

## Classificação Final
Segundo o Regulamento Oficial da Competição, terão direito a habilitação à Superliga Série B de 2018 as participantes da edição atual que terminarem entre a 2ª e a 5ª posição, as equipes classificadas em 11ª e 12ª lugar na Superliga A e as equipes classificadas em 1º e 2º lugares na Taça Prata.
| Posição           | Equipe                  | Classificação/rebaixamento    |
| ----------------- | ----------------------- | ----------------------------- |
| Medalha de ouro   | Sesc Rio                | Superliga 2017-18 - Série A · |
| Medalha de prata  | Jaó/Universo            | Superliga 2018 - Série B      |
| Medalha de bronze | Botafogo                | Superliga 2018 - Série B      |
| 4                 | APAN/Barão/Blumenau     | Superliga 2018 - Série B      |
| 5                 | ASPMA/Araucária/Berneck | Superliga 2018 - Série B      |
| 6                 | UPIS/Brasília           | Taça Prata 2017               |
| 7                 | Alfa/Montecristo/Teuto  | Taça Prata 2017               |
| 8                 | Uberlândia/Gabarito     | Taça Prata 2017               |
| 9                 | Rádio Clube/AVP         | Taça Prata 2017               |

## Premiações
| Superliga 2017 - Série B     |
| Rio de Janeiro               |
| ---------------------------- |
| Sesc Rio Campeão (1º título) |